# پریکوس
پریکوس یک شخصیت تخیلی در کتاب‌های کامیک مارول کامیکس می‌باشد. این کاراکتر به وسیلهٔ دن جورگنز خلق شده و در ثور سری دوم شمارهٔ اول (مه ۱۹۹۹) برای اولین بار معرفی شد.